# Ruotinsaari (ö i Norra Karelen, Joensuu, lat 62,68, long 29,95)
Ruotinsaari är en ö i Finland. Den ligger i sjön Kangasvesi och i kommunen Kontiolax i den ekonomiska regionen  Joensuu ekonomiska region  och landskapet Norra Karelen, i den sydöstra delen av landet, 400 km nordost om huvudstaden Helsingfors. Öns area är 16,3 hektar och dess största längd är 1 kilometer i nord-sydlig riktning.